# David Curry
David Curry (n. 13 iunie 1944, Burton-upon-Trent, Anglia, Regatul Unit) este un om politic britanic, membru al Parlamentului European în perioadele 1979-1984 și 1984-1989 din partea Regatului Unit.
1. 1 2 3  TheyWorkForYou
2. 1 2  Hansard 1803–2005
3. ↑  Deputații în Parlamentul European